# John Thornett
 John Edward Thornett, né le 30 mars 1935 à Sydney (Australie) et mort le 4 janvier 2019 à Batemans Bay (Australie), est un joueur de rugby à XV qui a joué avec l'équipe d'Australie évoluant au poste de troisième ligne aile.  

## Carrière
John Thornett a joué son premier test match le 20 août 1955 à l'occasion d'un match contre l'équipe de Nouvelle-Zélande. Il a disputé son  dernier test match contre l'équipe de France, le 11 février 1967. Il fut seize fois capitaine de l'équipe d'Australie, de 1962 à 1967. John Thornett a joué pour Sydney University et Northern Suburbs. Il fit ses débuts pour la sélection du New South Wales Rugby Union en 1955 et il représenta ses couleurs à 21 reprises. John Thornett a la particularité d'avoir connu des sélections à 3 postes différents lors de sa carrière internationale. D'abord il évolua comme troisième ligne aile, puis deuxième ligne, où il fit équipe avec son frère Richard, et finalement en première ligne où il devint un spécialiste redoutable.

## Statistiques en équipe nationale
- Nombre de test matchs avec l'Australie :  37
- Test matchs par année : 3 en 1955, 2 en 1956, 8 en 1958, 2 en 1959, 5 en 1961, 4 en 1962, 5 en 1963, 3 en 1964, 2 en 1965, 2 en 1966, 1 en 1967

## Décoration
- Ordre de l'Empire britannique à titre civil Membre (MBE) depuis le 1er janvier 1966[2].